# Цимэнь
Цимэ́нь (кит. упр. 祁门, пиньинь Qímén, буквально: «гора Цишань и ущелье Чанмэнь») — уезд городского округа Хуаншань провинции Аньхой (КНР).

## История
Уезд был создан во времена империи Тан в 766 году.
После того, как в ходе гражданской войны эти земли перешли под власть коммунистов, в июле 1949 года был образован Специальный район Хойчжоу (徽州专区), и уезд вошёл в его состав. В 1956 году Специальный район Хойчжоу был расформирован, и уезд перешёл в состав Специального района Уху (芜湖专区). В апреле 1961 года Специальный район Хойчжоу был воссоздан, и уезд вернулся в его состав. В марте 1971 года Специальный район Хойчжоу был переименован в Округ Хойчжоу (徽州地区).
27 ноября 1987 года решением Госсовета КНР округ Хойчжоу был преобразован в городской округ Хуаншань.

## Административное деление
Уезд делится на 10 посёлков и 8 волостей.